# Піратська партія України
Піратська партія України — реформаторське суспільно-політичне об'єднання в Україні, що було засновано в рамках міжнародного руху за реформу прав інтелектуальної власності та свободу слова. Наразі зареєстрована як громадська організація «Українське піратське співтовариство». Входить до складу Інтернаціоналу Піратських Партій.

## Програма партії
Основні засади діяльності організації, згідно з її статутом:
- Забезпечення вільного розповсюдження інформації і доступу до неї будь-якого члена суспільства.

Кожен має право ділитися інформацією незалежно від того, чи це переказ сюжету нового фільму, позичена на певний час книга або надсилання друзям через інтернет музичної композиції. Заборона, що накладається на це право монополією копірайту, суперечить концепції вільного демократичного суспільства.
- Реформування законодавства, пов'язане з легалізацією вільних ліцензій.

Головною перешкодою для використання вільних ліцензій в Україні є неготовністю українського законодавства сприймати електронні тексти ліцензій та посилання на такі тексти. Необхідні для виправлення ситуації поправки кілька разів вносилися на розгляд парламенту, але так і не були прийняті.
- Реформування системи авторських і суміжних прав згідно із інтересами авторів та суспільства.

Строк дії захисту авторських і суміжних прав має слугувати автору, а не видавництвам чи незліченним нащадкам, які не мають жодного відношення до створення роботи. При його розрахунку слід спиратись, перш за все, на актуальність, зацікавленість суспільства у переведенні роботи до суспільного надбання та вигоду автора, а не лише на останній пункт.
- Пропагування використання ВПЗ, переведення держустанов на використання вільних та відкритих стандартів і технологій[6].

Органи влади та інші держустанови працюють на гроші платників податків і тому не мають змушувати нести тих додаткові витрати, як, наприклад, купівля ліцензій на ПЗ, що потрібне для електронного документообігу та роботи з даними цих установ. Відкритість стандартів і технологій є запорукою прозорості влади.
- Захист недоторканності особистого життя.

Пошук порушників інтелектуальної власності серед користувачів інтернету пов'язаний з порушенням права на особисте життя, бо потребує розкриття особистих даних та можливості аналізу активності користувачів в мережі.
- Реформи, пов'язані з патентним правом. Визначення суспільних інтересів, як головної мети існування патентної системи.

Існуюча патентна система стала перешкодою на шляху прогресу. Замість захисту рядових винахідників вона опинилася на службі великих корпорацій, що збирають патентні портфелі задля блокування ринку для нових гравців та патентного тролінгу. Необхідно повністю її змінити, підвищивши вимоги до технологій, що патентуються, та зменшивши строк дії монополій.

## Історія
13 липня 2011 — Проведені установчі збори, головою партії обрано Сергія Яригіна, а членами ради — Ларису Яригіну, Сергія Мошкутело, Олексія Ігначука и Дмитра Хопту.

27 вересня 2011 — Опубліковано наказ про легалізацію громадської організації.

12 березня 2012 — пірати увійшли до робочої групи при МВС України з питань захисту прав інтернет-користувачів.

21 квітня 2013 — ППУ увійшла до складу Інтернаціоналу Піратських Партій. За прийняття проголосували пірати Швейцарії, Люксембургу, Бразилії, Австралії, Росії, Англії, Німеччини, Франції.

## Проблеми використання вільних публічних ліцензій в Україні
Більшість контенту, що поширюється під вільними ліцензіями, для доказу правомірності вільного використання включає текст ліцензії або посилання на неї в інтернеті. Як вже вказувалось, у законодавстві України відсутнє поняття електронного тексту ліцензії. Замість цього закон визнає виключне право автора на володіння та контроль використання своїх робіт, що значно ускладнює роботу вільних ліцензій.
Неодноразово робилися спроби створити законодавчу базу, однак це питання ще й досі не вирішене:
- 15 серпня 2002 року Борис Олійник вніс на розгляд Верховної ради законопроєкт «Про використання Відкритого (Вільного) програмного забезпечення в державних установах та державному секторі господарства»[laws 1]
  - 1 грудня 2005 року на його заміну було подано законопроєкт «Про використання Відкритих і Вільних форм інтелектуальної власності, Відкритих форматів даних та Відкритого (Вільного) програмного забезпечення в державних установах і державному секторі господарства»[laws 2]. На жаль, цей документ ще й досі[коли?] знаходиться на розгляді комітету. Цікавим[уточнити] моментом є висновок Головного науково-експертного управління[laws 3], який рекомендує відхилити проєкт через те, що він потребує суттєвих змін Цивільного кодексу.
- 24 липня 2009 року в Верховній раді було зареєстровано проєкт закону «Про використання відкритого програмного забезпечення в органах державної влади та органах місцевого самоврядування»[laws 4].
  - 19 лютого 2010 року законопроєкт було відхилено та знято з розгляду[laws 5].
- 23 січня 2012 року групою народних депутатів був зареєстрований проєкт закону, що має внести правки щодо статусу вільного програмного забезпечення[laws 6]. Варто відмітити, що законопроєкт змішує поняття вільного і відкритого програмного забезпечення — містить визначення одного загального терміну.
  - Поточний статус — Надано для ознайомлення комітету ВР (01.02.2012)

Єдиними офіційними документами, що стосуються вільних публічних ліцензій, наразі є рекомендації Державної служби інтелектуальної власності України:
Рекомендації щодо застосування вільних публічних ліцензій на використання об'єктів авторського права і суміжних прав: Рекомендації щодо забезпечення правомірності використання комп'ютерних програм вільного користування
Розділи Використання вільних публічних ліцензій як договору приєднання з точки зору вітчизняного законодавства у сфері авторського та суміжних прав явно описують необхідність отримувати дозвіл на використання об'єкту інтелектуальної власності у його автора:
Стаття 33 Закону встановлює вимоги до договорів на право використання творів. Зокрема, ця стаття містить вимогу про те, що договори про передачу прав на використання творів укладаються в письмовій формі. Частина 2 статті 1107 Кодексу передбачає, що договір щодо розпоряджання майновими правами інтелектуальної власності укладається в письмовій формі. Відповідно до статті 207 Кодексу правочин вважається таким, що вчинений у письмовій формі, якщо його зміст зафіксований в одному або кількох документах, у листах, телеграмах, якими обмінялися сторони. Правочин вважається таким, що вчинений у письмовій формі, якщо воля сторін виражена за допомогою телетайпного, електронного або іншого технічного засобу зв'язку.